# Клотильда Ем
Клоти́льда Ем (фр. Clotilde Hesme; нар. 30 липня 1979, Труа, Об, Франція) — французька акторка театру, кіно та телебачення. Лауреатка французької національної кінопремії «Сезар» 2012 року в категорії «Багатонадійна акторка» .

## Життєпис
Клотильда Ем народилася в місті Труа, що в департаменті Об у Франції. Її батьки були держслужбовцями; сестри Аннеліз Ем (нар. 1976) та Елоді Ем (нар. 1973) також є акторками. Після навчання на Курсах Флоран, поступила до Національної консерваторії драматичного мистецтва в Парижі та з 1999 року почала грати на театральній сцені.
У 1999 році Клотильда Ем дебютувала в кіно в короткометражці Софі Леллуш «Боже, як добре що це зробила природа» (фр. Dieu, que la nature est bien faite!). У 2002 році акторку помітив режисер Жером Боннель, запросивши її на роль у своєму повнометражному фільмі «Шиньйон Ольги». У 2005 році Ем знялася у фільмі Філіппа Гарреля «Постійні коханці». У 2007-му разом з Луї Гаррелем знялася у фільму Крістофа Оноре «Усі пісні лише про кохання», отримавши номінацію на здобуття французької національної кінопремії «Сезар» в категорії «Багатонадійна акторка».
Серед фільмів 2010-х років за участю Клотильди Ем: схвалена критиками та відзначена фестивальними нагородами стрічка чилійського режисера Рауля Руїса «Лісабонські таємниці» (2010) за книгою Камілу Каштелу Бранку, де акторка зіграла Елізу де Монфор, франко-іспанський фантастичний фільм режисерів Арно і Жана-Марі Лар'є «Останній романтик планети Земля», який виграв декілька престижних кінонагород на кінофестивалі в Каталонії в 2009 році та фільм режисерки Алікс Делапорт «Анжель і Тоні» (2011), за головну роль в якому Ем здобула премію «Сезар» 2012 року, як найкраща молода акторка, розділивши її з Нейдрою Айяді.
У 2012 році Клотильда Ем зіграла у фільмі Катрін Корсіні «Три світи», який був представлений у програмі «Особливий погляд» на 65-му Каннському міжнародному кінофестивалі.
У 2015 році акторка знялася у партнерстві з Омаром Сі та Джеймсон Тьєррі у фільмі режисера Рошді Зема «Шоколад», прем'єра якого в Україні відбулася 12 травня 2016.
Окрім роботи в кіно, Клотильда Ем знімається для телебачення. Так, у 2012 вона зіграла роль Адель в містичному серіалі «Повернені» виробництва французького телеканалу Canal+, де за сюжетом до її героїні повертається загиблий кілька років тому наречений.
У 2017 році Клотильда Ем входила до складу журі секції «Сінефондасьйон» на 70-му Каннському міжнародному кінофестивалі, очолюваного Крістіаном Мунджіу.

## Фільмографія
| Рік  |    | Українська назва                     | Оригінальна назва                                       | Роль                                                 |
| ---- | -- | ------------------------------------ | ------------------------------------------------------- | ---------------------------------------------------- |
| 1999 | кф | Боже, як добре що це зробила природа | Dieu, que la nature est bien faite!                     | подруга офіціанта                                    |
| 2002 | ф  | Шиньйон Ольги                        | Le chignon d'Olga                                       | Маріон                                               |
| 2004 | кф | Фокус                                | Focus                                                   | Люсі                                                 |
| 2004 | ф  | До вечора                            | À ce soir                                               | Матильда                                             |
| 2004 | ф  | Постійні коханці                     | Les amants réguliers                                    | Лілі                                                 |
| 2007 | ф  | Усі пісні лише про кохання           | Les chansons d'amour                                    | Аліса                                                |
| 2007 | ф  | Син бакалійника                      | Le fils de l'épicier                                    | Клер                                                 |
| 2007 | ф  | 24 заходи                            | 24 mesures                                              | Дамія                                                |
| 2007 | ф  | Дитинства                            | Enfances                                                | Габрієль, гувернантка Ренуара (епізод «Пара взуття») |
| 2008 | ф  | Кровні узи                           | Les liens du sang                                       | Корінн                                               |
| 2008 | ф  | На війні                             | De la guerre                                            | Луїза                                                |
| 2008 | ф  | Прекрасна смоковниця                 | La belle personne                                       | документаліст                                        |
| 2009 | тф | Другий сюрприз кохання               | La seconde surprise de l'amour                          | маркіза                                              |
| 2009 | с  | Чорна сюїта                          | Suite noire                                             | Ребекка, жінка д'Амбуаза                             |
| 2009 | тф | Анджело, тиран Падуанський           | Angelo, tyran de Padoue                                 | La Tisbé                                             |
| 2009 | ф  | Останній романтик планети Земля      | Les derniers jours du monde                             | Ірис                                                 |
| 2010 | ф  | Анжель і Тоні                        | Angèle et Tony                                          | Анжель                                               |
| 2010 | ф  | Лісабонські таємниці                 | Mistérios de Lisboa                                     |                                                      |
| 2011 | с  | Таємниця Лісабона                    | Mistérios de Lisboa                                     | Еліза де Монфор                                      |
| 2012 | ф  | Три світи                            | Trois mondes                                            | Жульєтта                                             |
| 2012 | с  | Повернені                            | Les Revenants                                           | Адель                                                |
| 2013 | с  |                                      | La collection - Ecrire pour... le jeu des sept familles | Анна                                                 |
| 2013 | ф  | Заради жінки                         | Pour une femme                                          |                                                      |
| 2014 | ф  |                                      | Le souffleur de l'affaire                               | Сара Бернар                                          |
| 2014 | ф  | Останній удар молота                 | Le dernier coup de marteau                              | Надя                                                 |
| 2015 | ф  | Ева і Леон                           | L'échappée belle                                        | Ева                                                  |
| 2015 | ф  | Шоколад                              | Chocolat                                                | Marie Hecquet                                        |
| 2016 | ф  | Неприручений                         | L'indomptée                                             | Camille Peano                                        |
| 2016 | ф  | Життя                                | Une vie                                                 | Жильберта де Фурвіль                                 |
| 2017 | ф  | К.О.                                 | K.O.                                                    | Інгрид                                               |
| 2017 | ф  | Діана має плечі                      | Diane a les épaules                                     | Діана                                                |
| 2021 | с  | Люпен                                | Lupin                                                   | Жульєт Пеллегріні                                    |

## Визнання
| Нагороди та номінації Клотильди Ем                       | Нагороди та номінації Клотильди Ем | Нагороди та номінації Клотильди Ем | Нагороди та номінації Клотильди Ем |
| Рік                                                      | Категорія                          | Фільм                              | Результат                          |
| -------------------------------------------------------- | ---------------------------------- | ---------------------------------- | ---------------------------------- |
| Премія «Люм'єр»                                          |                                    |                                    |                                    |
| 2008                                                     | Багатонадійна акторка              | Усі пісні лише про кохання         | Номінація                          |
| 2012                                                     | Багатонадійна акторка              | Анжель і Тоні                      | Номінація                          |
| Премія «Сезар»                                           |                                    |                                    |                                    |
| 2008                                                     | Найперспективніша акторка          | Усі пісні лише про кохання         | Номінація                          |
| 2012                                                     | Найперспективніша акторка          | Анжель і Тоні                      | Перемога                           |
| Товариство драматургів і театральних композиторів (SACD) |                                    |                                    |                                    |
| 2008                                                     | Приз Сюзанни Б'янкетті             | Приз Сюзанни Б'янкетті             | Перемога                           |
|                                                          |                                    |                                    |                                    |
| 2008                                                     | Приз Ромі Шнайдер                  | Приз Ромі Шнайдер                  | Номінація                          |
|                                                          |                                    |                                    |                                    |
| Золота зірка кіно                                        |                                    |                                    |                                    |
| 2008                                                     | Найкраща жіноча роль               | Усі пісні лише про кохання         | Номінація                          |
| Міжнародний кінофестиваль у Марракеші                    |                                    |                                    |                                    |
| 2014                                                     | Приз найкращій акторці             | Останній удар молота               | Перемога                           |